# 紅美洲鱥

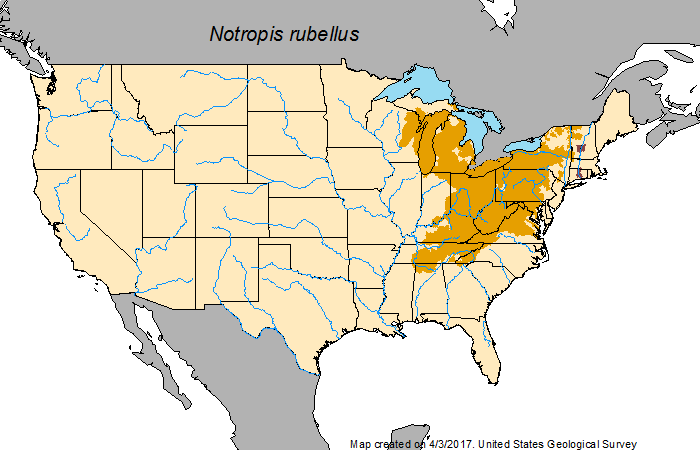
橘色部分為紅美洲鱥在美國的分布圖

紅美洲鱥（學名：Notropis rubellus），為輻鰭魚綱鯉形目雅羅魚科的其中一種，分布於北美洲加拿大魁北克省聖羅倫斯河至曼尼托巴省哈德遜灣、五大湖至美國北卡羅萊納州、阿拉巴馬州、阿肯色州和俄克拉荷馬州淡水流域，本魚呈長橢圓形且側扁，眼大、口近下位，體側為銀色，並有藍色和綠色的側虹彩條紋，魚鰭透明，繁殖時的雄魚臉部、頭部和鰓後面呈紅色，體長可達11公分，棲息在礫石底質、水質清澈、水流湍急的溪流、湖泊，屬雜食性，以藻類、水生昆蟲、魚卵及有機碎屑為食，壽命約3年，出生後1年性成熟，雌魚產卵量依年齡在600至1175顆左右。